# Cyanocitta cristata
La ghiandaia azzurra americana o semplicemente ghiandaia azzurra (Cyanocitta cristata (Linnaeus, 1758)) è un uccello passeriforme della famiglia dei Corvidi.

## Descrizione

### Dimensioni
Misura 25–30 cm di lunghezza, per 70-100 g di peso e 24–43 cm di apertura alare.

### Aspetto

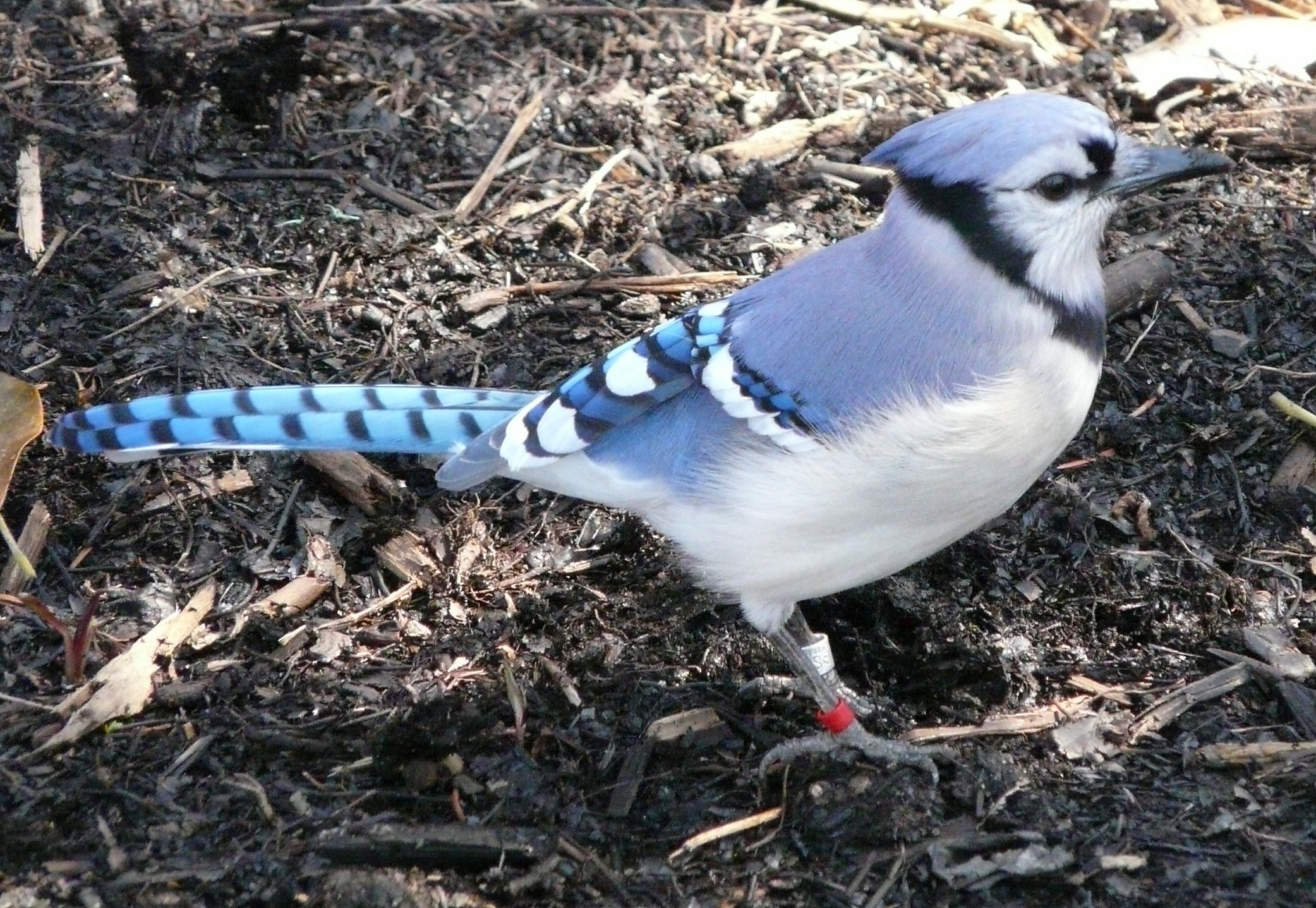
Esemplare a Saint Louis.

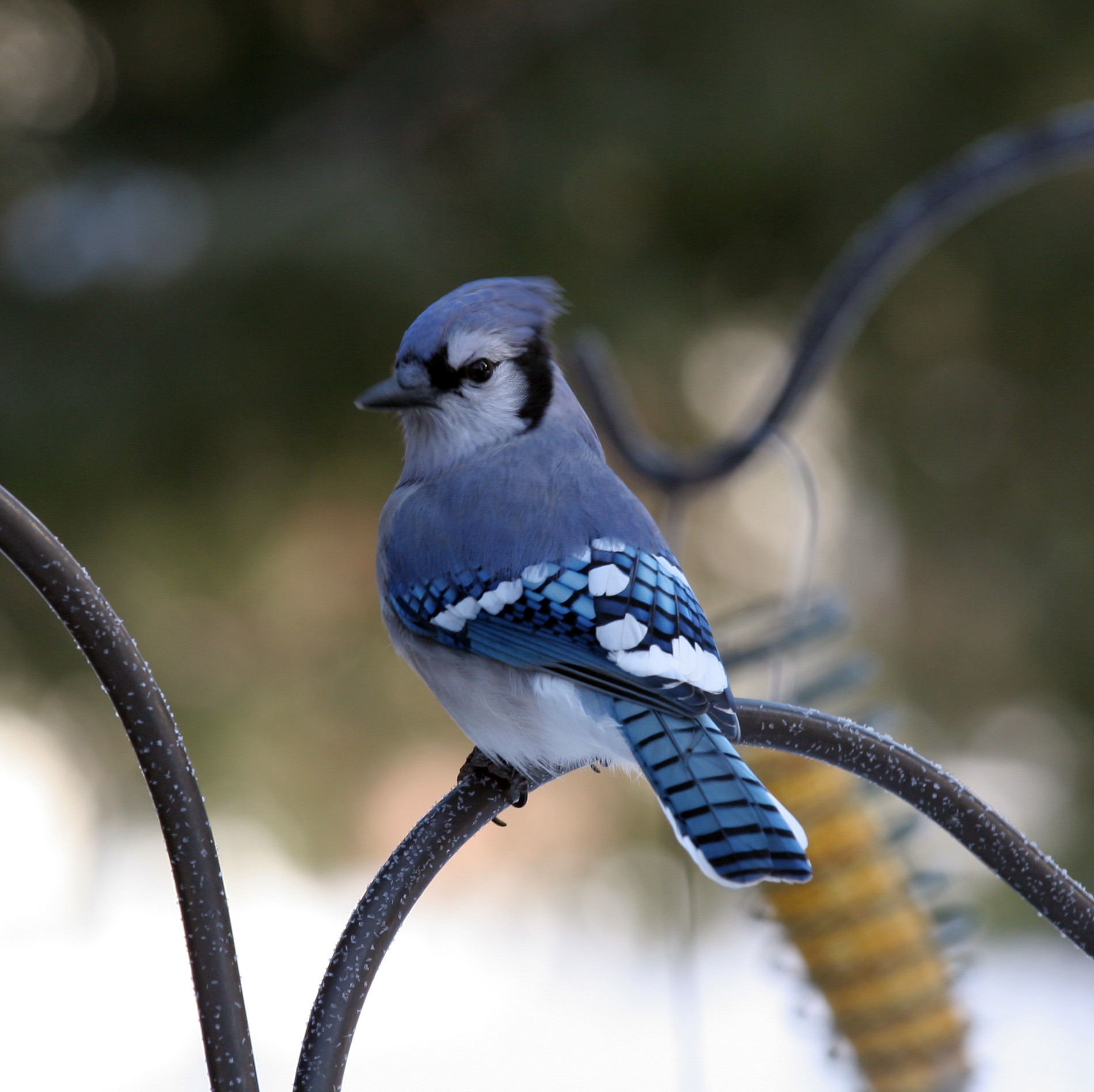
Esemplare di spalle.

Si tratta di uccelli dall'aspetto robusto ma slanciato, muniti di testa arrotondata con forte becco conico e allungato, ali digitate, coda piuttosto lunga (circa un terzo della lunghezza totale) e dall'estremità arrotondata e forti zampe. Caratteristica di questi uccelli è la presenza di penne erettili nell'area del vertice, rizzate a formare una piccola cresta appuntita quando l'animale è eccitato o spaventato e praticamente invisibili a riposo.
Il piumaggio è inconfondibile e uguale nei due sessi: l'area attorno alle narici, il sopracciglio, le guance ed il mento, così come il sottocoda, sono di colore bianco sporco, talvolta con lievissime sfumature azzurrine. La base superiore del becco e l'area fra quest'ultimo e l'occhio sono invece di colore blu-nerastro, che si prolunga in una sottilissima banda fino all'area auricolare, dove scende fino alla gola, a formare un collare che cinge l'area biancastra facciale. Fronte, vertice, nuca, dorso e ali sono di colore azzurro-blu, con le copritrici primarie più vivide e metallizzate, munite di barre scure, e le remiganti dello stesso colore, ma munite inoltre di punta di colore bianco: la coda è anch'essa di questo colore, con orlo bianco piuttosto sottile superiormente, mentre la sua superficie inferiore è interamente biancastra, con ampia banda trasversale bruno-nerastra in posizione mediana. Il petto e i fianchi sono di colore bruno-grigiastro, che sfuma nel bianco sul ventre.
Il becco e le zampe sono di colore nero-bluastro, talvolta con riflessi violacei, mentre gli occhi sono di colore bruno scuro.

## Biologia

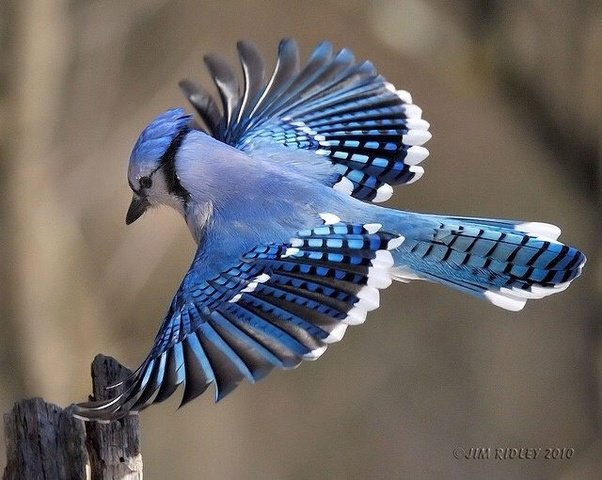
Esemplare in procinto di posarsi.

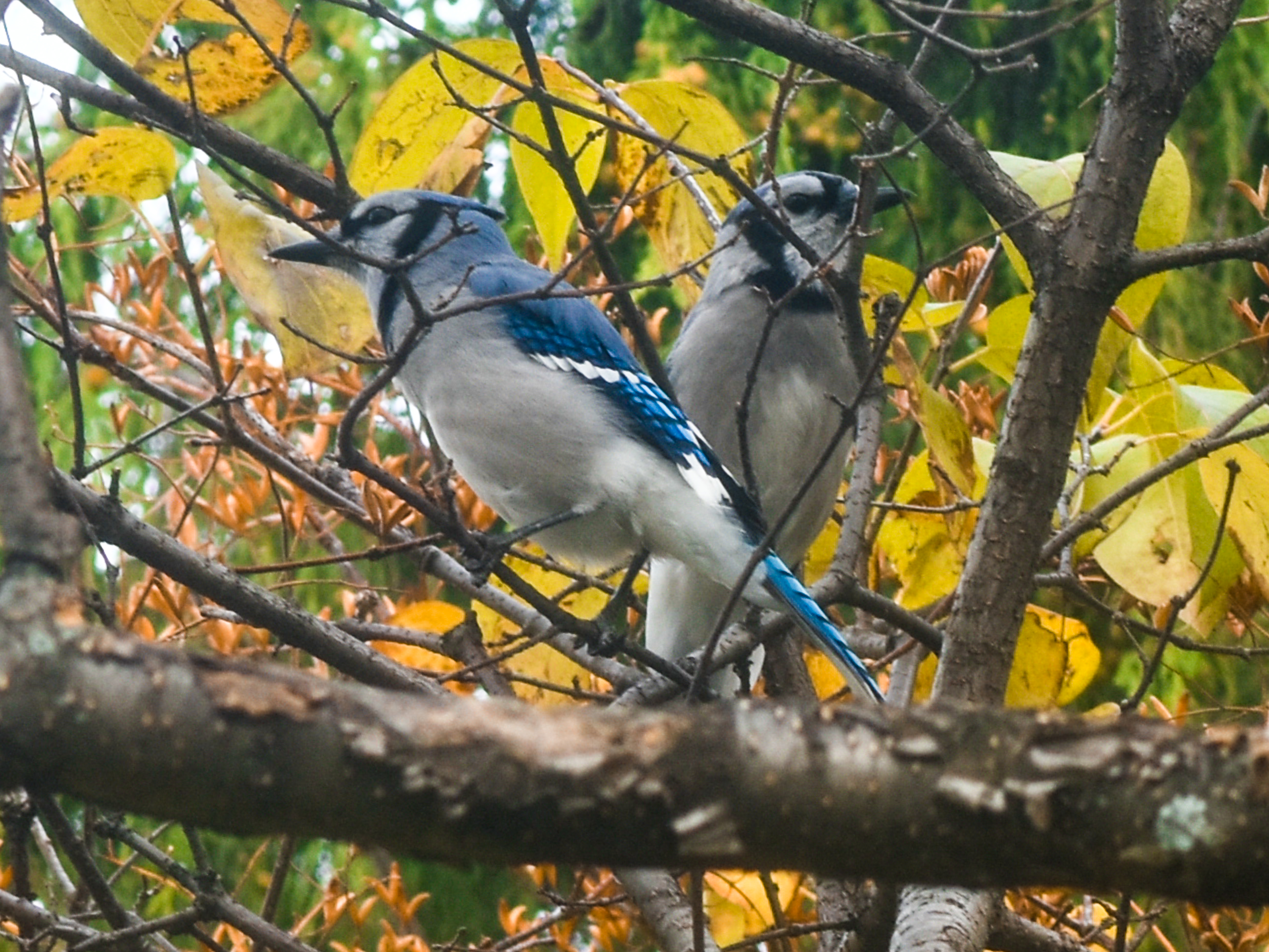
Coppia a Cleveland.

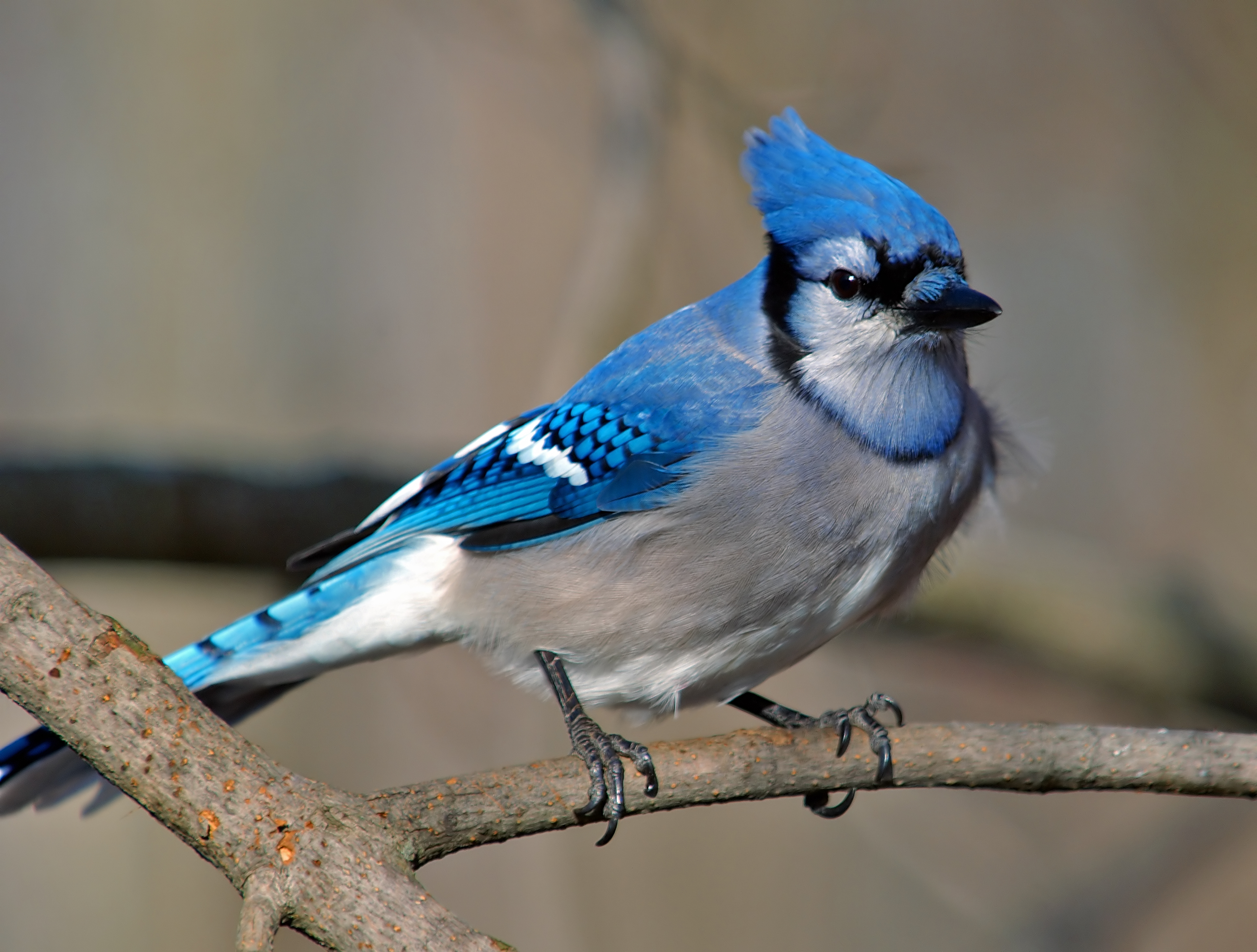
Esemplare con cresta eretta a Welland.

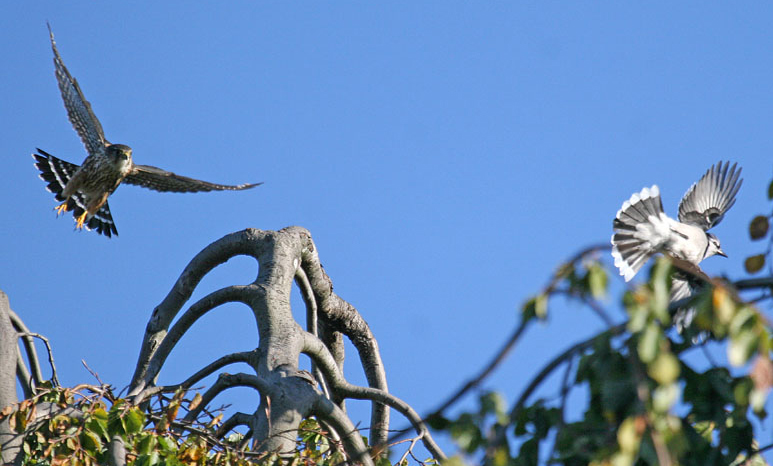
Esemplare inseguito da uno smeriglio.

La ghiandaia azzurra è un uccello dalle abitudini di vita essenzialmente diurne, che vive da solo o in coppie e si dimostra molto territoriale, cacciando aggressivamente eventuali intrusi conspecifici dal proprio territorio, soprattutto dalle vicinanze del nido (durante il periodo riproduttivo) e delle fonti di cibo: anche i predatori (soprattutto i gufi) vengono importunati qualora avvistati durante il giorno, venendo infastiditi fino a quando non si allontanano.

Intelligenti e curiose come tutti i corvidi, le ghiandaie azzurre mostrano interesse negli oggetti luccicanti, che rubano in maniera simile alle gazze, tenendoli nel becco fino a quando non se ne sono stancate: questi uccelli mostrano inoltre la propensione (verificata tuttavia finora solo in condizioni di cattività) a servirsi di oggetti come strumenti per ottenere il cibo o tentare di aprire la propria gabbia.
Si tratta di uccelli piuttosto rumorosi, che si tengono in costante contatto sonoro fra loro, esibendo un repertorio piuttosto vasto di richiami, che vanno dagli aspri gracchi d'allarme (vagamente simili ai versi dei gabbiani) emessi all'apparizione di eventuali predatori, ai richiami bassi e chioccolanti rivolti al partner, passando per il verso simile a quelli delle cince emesso dagli animali che si stanno agitando: la ghiandaia azzurra è inoltre un buon imitatore dei suoni uditi nel proprio territorio (anche della voce umana), in particolare le imitazioni dei versi dei rapaci (soprattutto poiana della Giamaica e poiana spallerosse) potrebbero servire a questi uccelli sia a spaventare eventuali competitori per le fonti di cibo, che a testare l'effettiva presenza di questi predatori nel loro territorio, in quanto le ghiandaie azzurre, volatori moderatamente veloci (32-40 km/h), sono molto vulnerabili agli attacchi dei rapaci in campo aperto.

### Alimentazione

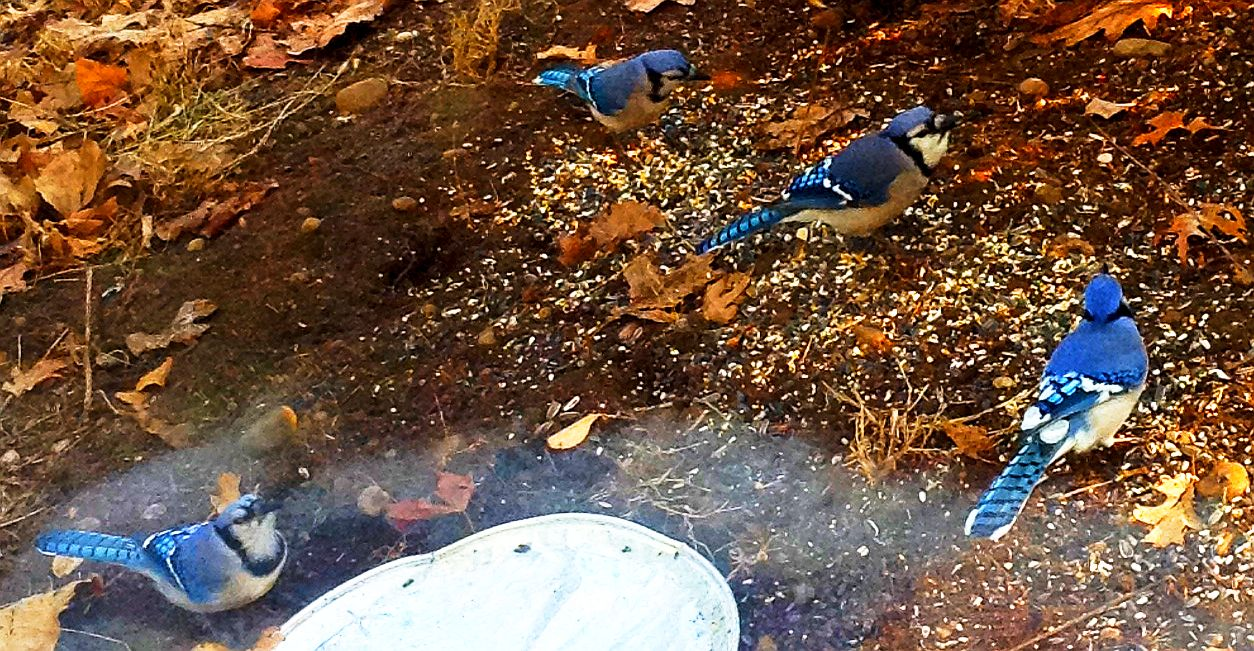
Esemplari si nutrono al suolo a Long Island.

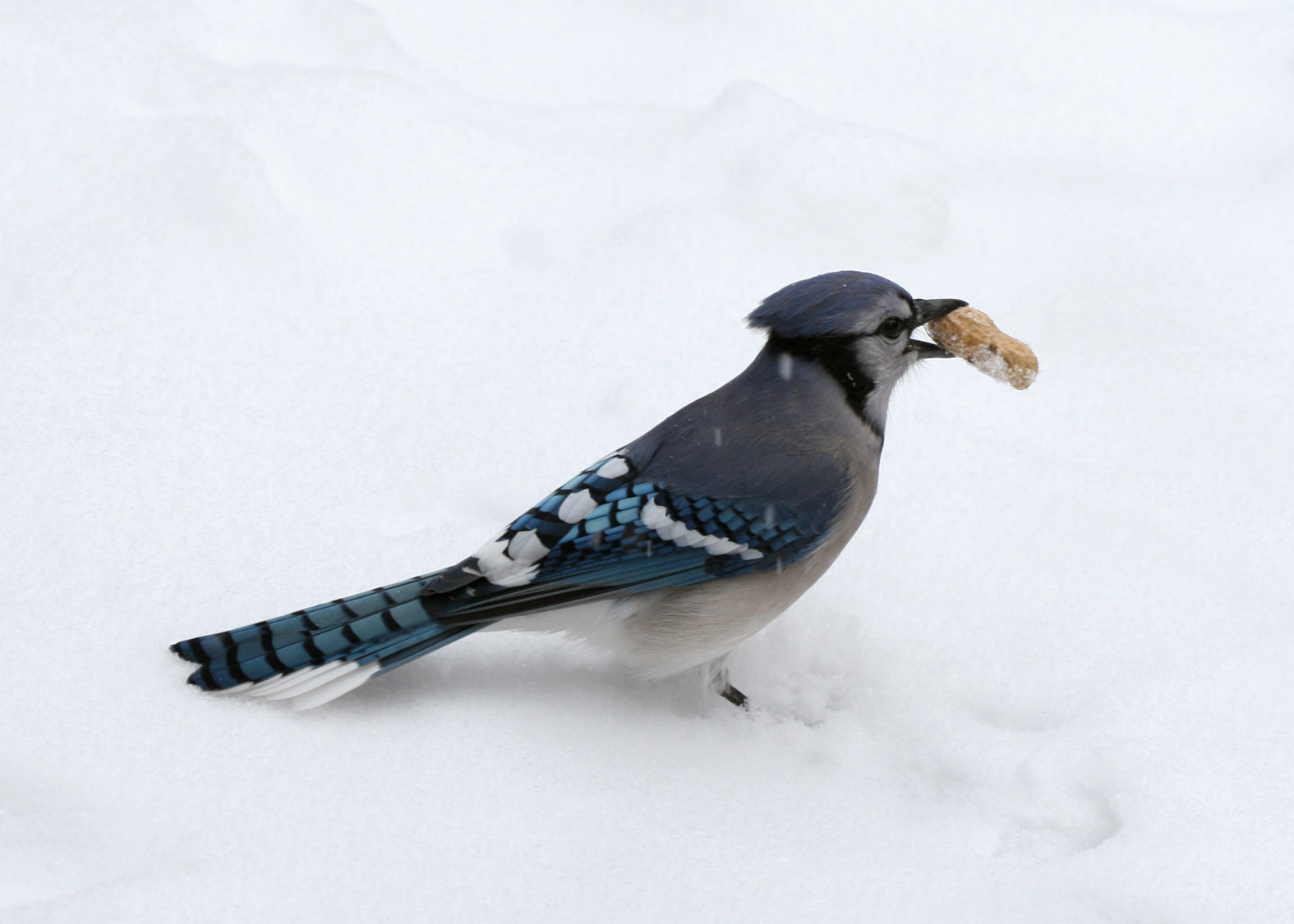
Esemplare si ciba nella neve.

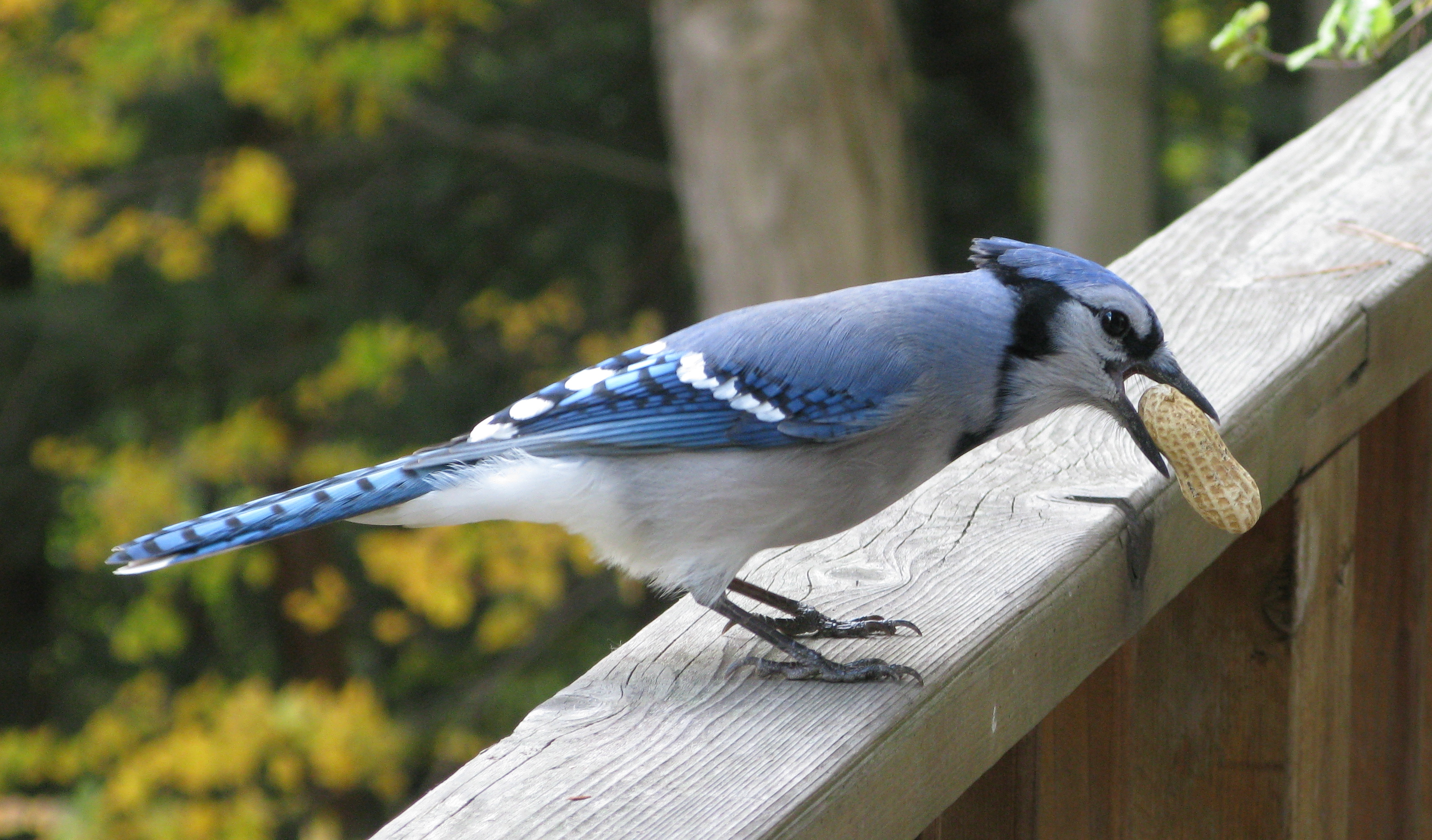
Esemplare con arachide nel becco.

La maggior parte della dieta della ghiandaia azzurra è costituita da materiale di origine vegetale, come semi, granaglie, frutta matura, bacche, frutti di bosco e soprattutto frutta a guscio, che viene spaccato col forte becco: questi uccelli si nutrono inoltre di uova, insetti, piccoli invertebrati ed occasionalmente anche di piccoli vertebrati, come topolini, nidiacei, lucertole e in un singolo caso un pipistrello (Lasiurus borealis), anche se la componente animale della loro dieta è sempre minoritaria e composta in massima parte da invertebrati. Si tratta ad ogni modo di uccelli piuttosto adattabili e opportunistici, che possono nutrirsi anche di linfa (che in alcuni periodi dell'anno ammonta a quasi la metà del totale del cibo ingerito) o di rimasugli di cibo rinvenuti nella spazzatura: le ghiandaie azzurre sono inoltre assidue frequentatrici delle mangiatoie tradizionalmente posizionate nei cortili delle case americane, dove (a dispetto dell'alta aggressività territoriale e della sfrontatezza ostentata in molte occasioni) si mostrano subordinate nell'ordine di accesso al cibo a tutte le specie di dimensioni paragonabili, nonché ad alcune specie di piccoli uccelli particolarmente aggressive ed allo scoiattolo grigio.

Il cibo viene rinvenuto indifferentemente al suolo o fra alberi e cespugli, con le prede alate talvolta catturate al volo: il pasto si svolge attraverso il metodo della spigolatura.
Similmente ad altri corvidi, le ghiandaie azzurre sono solite immagazzinare il surplus di cibo in depositi scaglionati in giro per il proprio territorio durante i periodi di abbondanza di cibo, servendosene poi durante il periodo freddo.

### Riproduzione
Si tratta di uccelli rigidamente monogami, che si riproducono dalla metà di marzo ai primi di luglio.

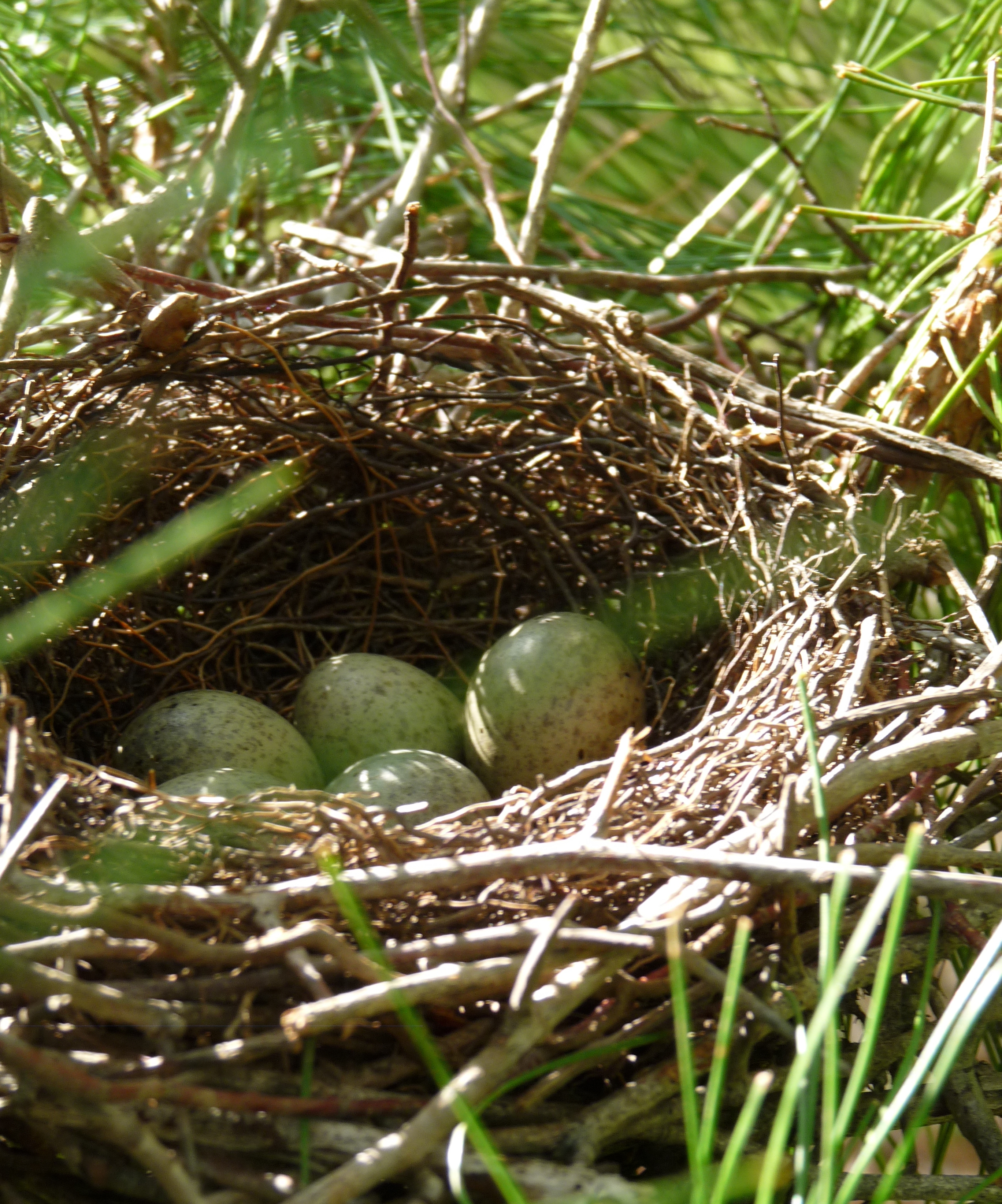
Nido con uova.

Il nido viene costruito da ambedue i partner a 3–10 m d'altezza su un albero (di preferenza una conifera), o in una struttura analoga, come un palo della luce o una cassetta delle lettere: esso ha forma di una coppa ed è composto da rametti, fibre vegetali (radichette, strisce di corteccia, muschio e licheni) e non di rado in ambienti antropizzati anche di materiale antropogeno (pezzi di stoffa e strisce di carta), il tutto stabilizzato con aggiunta di piumino e terra masticata e impastata con la saliva.

In mancanza di siti adeguati per la nidificazione, le ghiandaie azzurre possono sfrattare nidi di altre specie dai precedenti inquilini ed occuparli con la forza, eventualmente rimaneggiandoli: a fare le spese di questo comportamento sono soprattutto i tordi pettirossi.

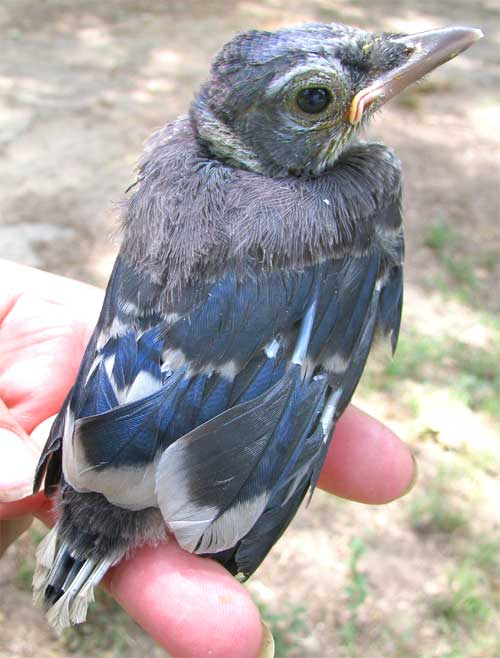
Giovane nidiaceo in Mississippi.

La covata va da due a sette uova (generalmente 4-5), che sono bluastre o marrone chiaro, con presenza di una rada punteggiatura più scura: esse vengono incubate dalla sola femmina (imbeccata nel frattempo dal maschio, che rimane sempre nei pressi del nido a difesa da eventuali intrusi) per 16-18 giorni, al termine dei quali schiudono pulli ciechi ed implumi.

I piccoli vengono imbeccati dalla sola femmina (a sua volta imbeccata dal maschio) per i primi 8-12 giorni di vita: trascorso questo periodo, essi cominciano a fare capolino dal nido ed anche il maschio comincia ad imbeccarli. L'involo avviene a circa tre settimane dalla schiusa, tuttavia i giovani continuano a rimanere presso il nido almeno per un paio di mesi, seguendo i genitori nei loro spostamenti e chiedendo loro l'imbeccata (sebbene sempre più sporadicamente) e separandosene definitivamente solo alle porte dell'autunno, disperdendosi per evitare competizione per il cibo.
La maturità sessuale viene raggiunta attorno all'anno di vita, sebbene sia raro che questi uccelli (soprattutto i maschi) riescano a trovare un partner prima dei 2-3 anni di vita: la loro speranza di vita si aggira attorno ai 7 anni in natura (con singoli esemplari che hanno superato i 15-17 anni), estendendosi fino a 26 anni in cattività.

## Distribuzione e habitat

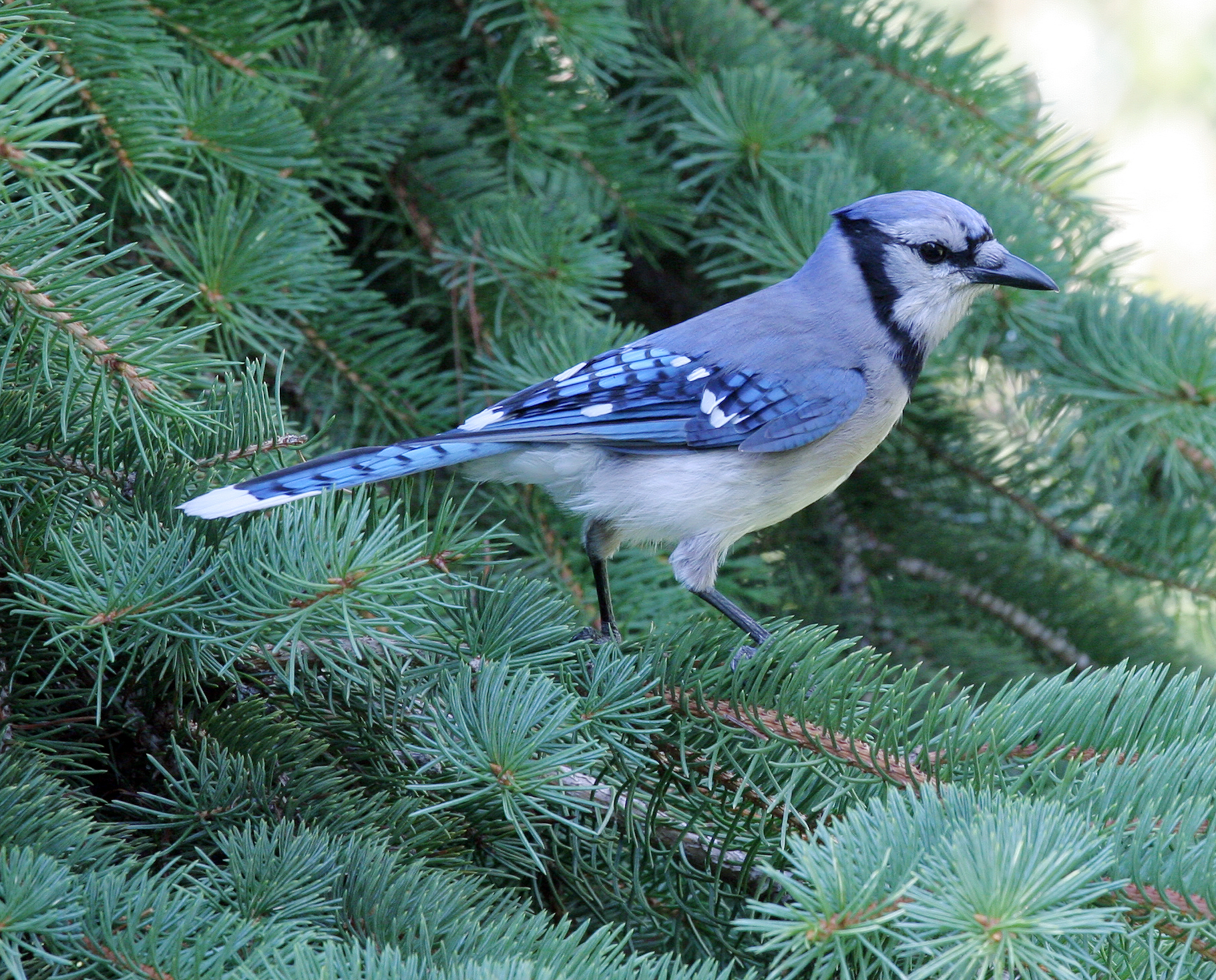
Esemplare in natura.

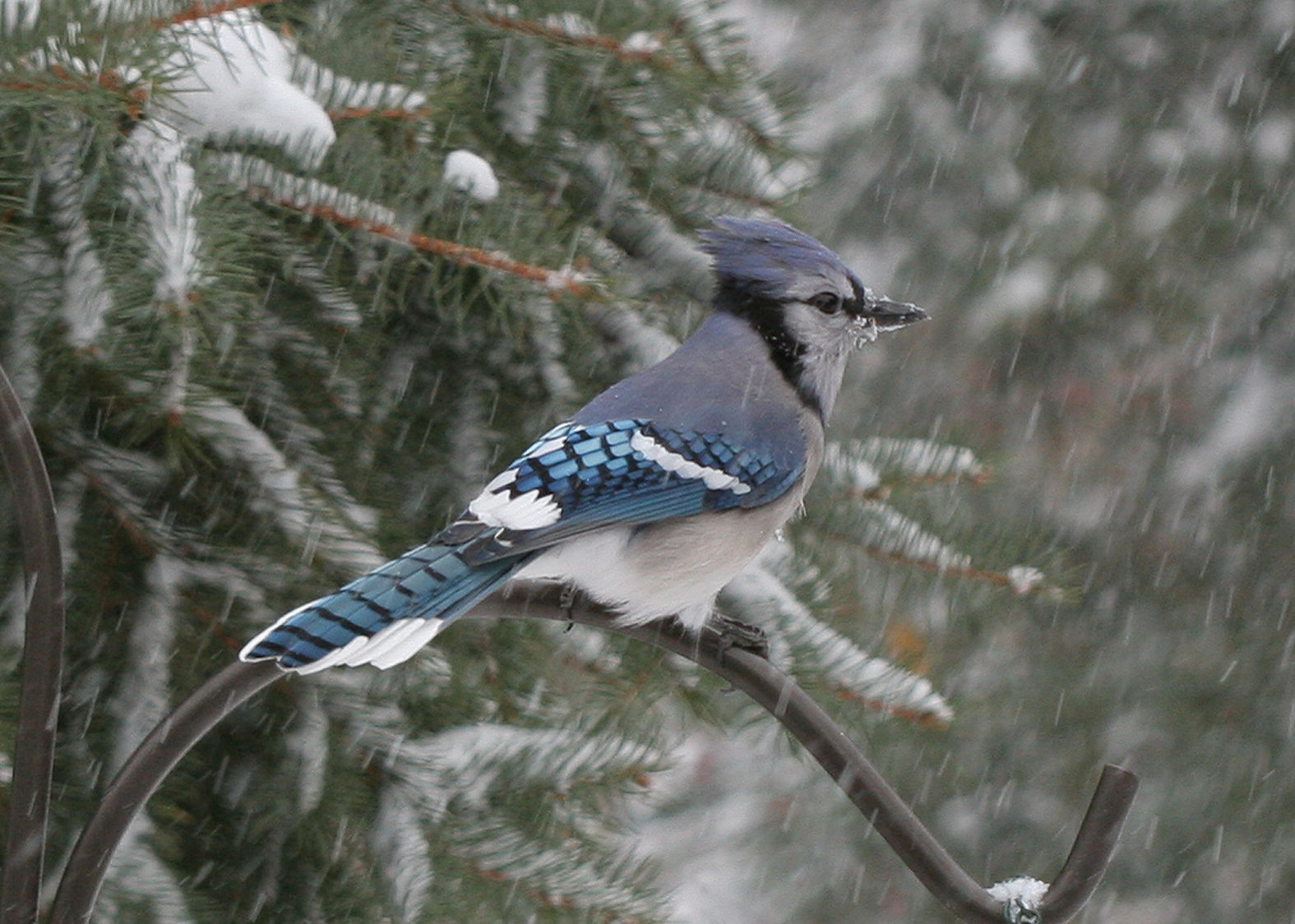
Esemplare in una nevicata.

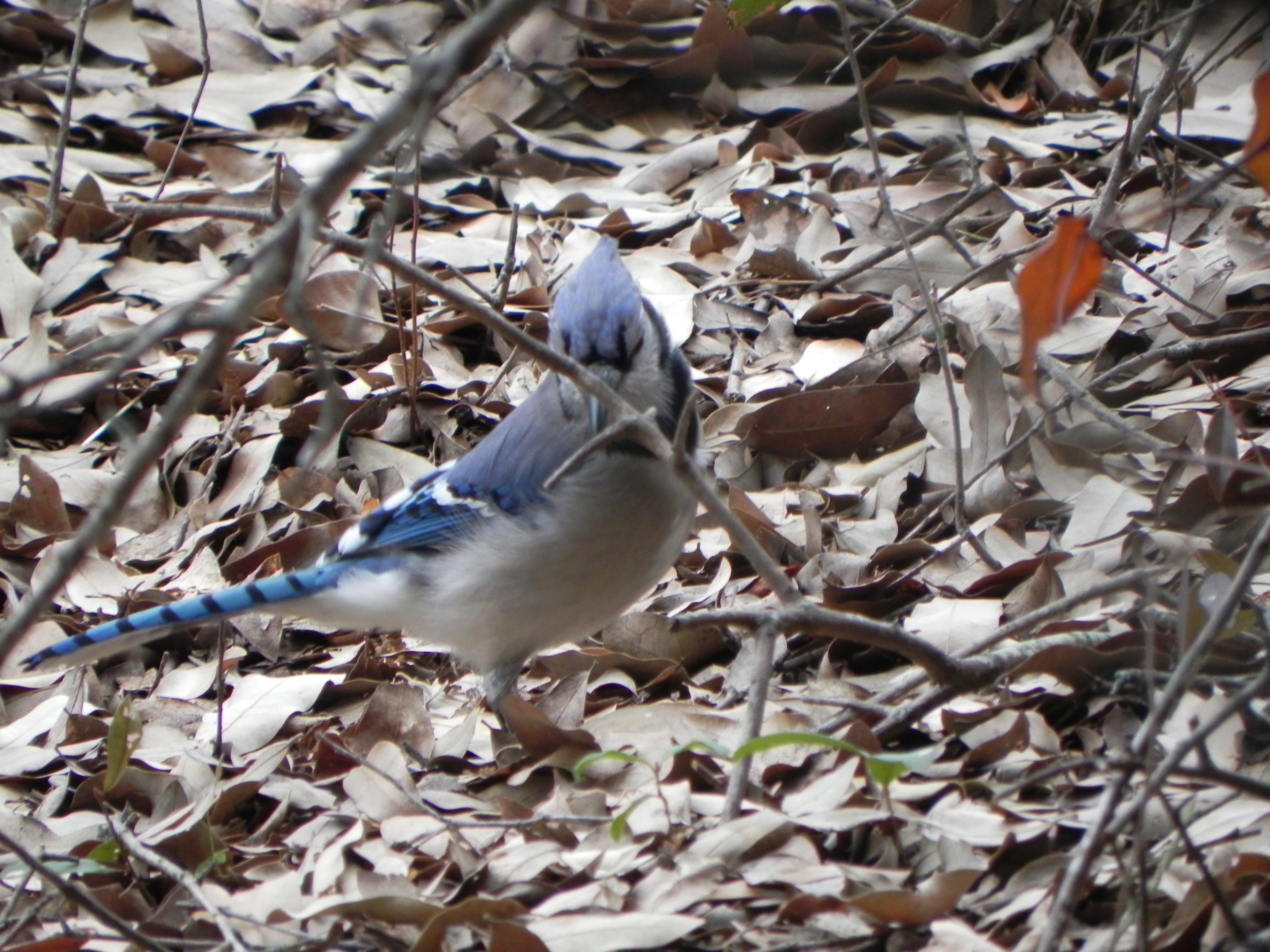
Esemplare al suolo a Cape Henry.

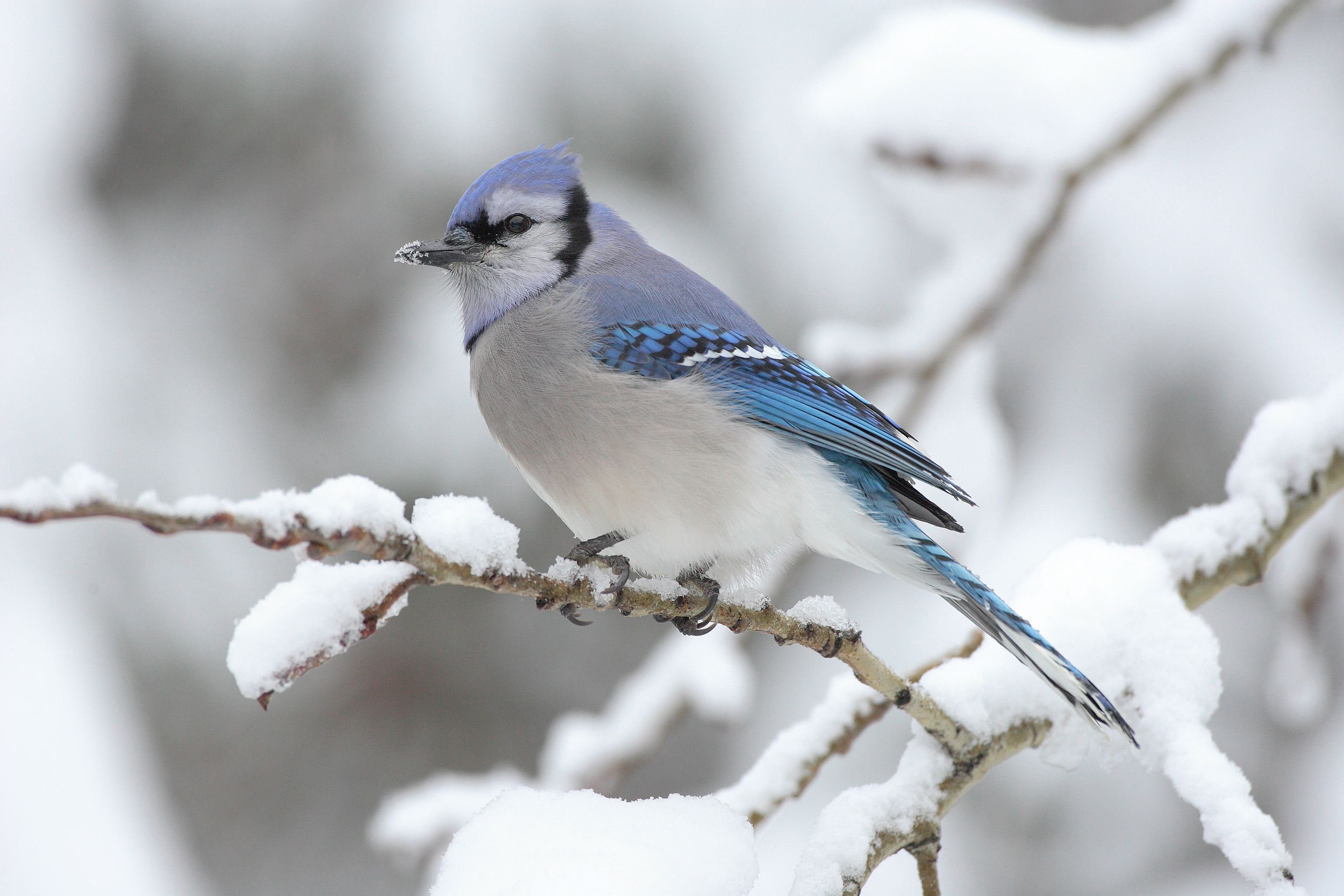
Esemplare nel distretto di Nipissing.

La ghiandaia azzurra è diffusa in Nordamerica centro-orientale, occupando un areale che va dall'isola di Terranova alla Florida attraverso Nuova Scozia, costa sud-orientale del Québec (isola d'Anticosti inclusa) ed East Coast, spingendosi ad ovest attraverso la regione dei Grandi Laghi e lungo il confine tra il Canada e gli Stati Uniti d'America fino alle Montagne Rocciose (dove viene sostituita dall'affine ghiandaia di Steller) e al Texas sud-orientale e nord-occidentale. Negli ultimi anni, complice il rimboschimento delle Grandi Pianure, l'areale della specie sembra essere in espansione in direttrice nord-ovest, con osservazioni rare ma sempre più frequenti di esemplari nell'area pacifica al confine fra USA e Canada.

La ghiandaia azzurra è un uccello tendenzialmente stanziale nella maggior parte del proprio areale: nelle popolazioni più settentrionali (in particolare quelle della sottospecie bromia) possono essere presenti abitudini migratorie, con una parte degli uccelli che si sposta verso sud con l'approssimarsi della stagione fredda.
Sebbene l'habitat d'elezione di questi uccelli siano le aree boschive e di foresta, sia mista che di conifere o latifoglie, con presenza di radure o aree aperte nei dintorni, la ghiandaia azzurra si dimostra piuttosto adattabile alla presenza dell'uomo, e (pur evitando le aree più secche, preferite invece dalla già citata e congenere ghiandaia di Steller) si spinge nelle aree alberate dei centri urbani, come giardini, parchi e viali.

## Tassonomia
Se ne riconoscono quattro sottospecie:
- Cyanocitta cristata bromia Oberholser, 1921 - di maggiori dimensioni e colorazione più smorta, diffusa nella porzione nord-orientale dell'areale occupato dalla specie, da Terranova al Missouri centrale e alla Virginia, spingendosi in inverno a sud fino alla Georgia e al Texas nord-orientali;
- Cyanocitta cristata cristata (Linnaeus, 1758) - la sottospecie nominale, diffusa dal Missouri agli stati atlantici del sud;
- Cyanocitta cristata semplei Todd, 1928 - endemica della Florida centrale e meridionale (a sud delle contee di Osceola e Hillsborough);
- Cyanocitta cristata cyanotephra Sutton, 1935 - più scura dorsalmente e di color bianco candido ventralmente, diffusa nella porzione sud-occidentale dell'areale occupato dalla specie, dal Wyoming sud-orientale al nord del Texas.

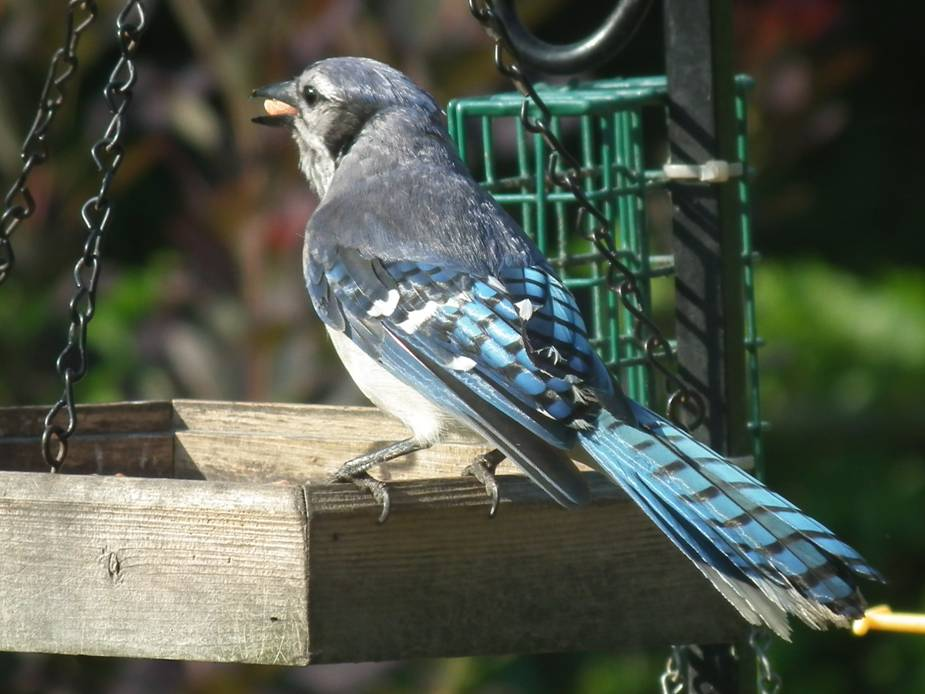
Esemplare della sottospecie bromia si alimenta nell'Ontario.
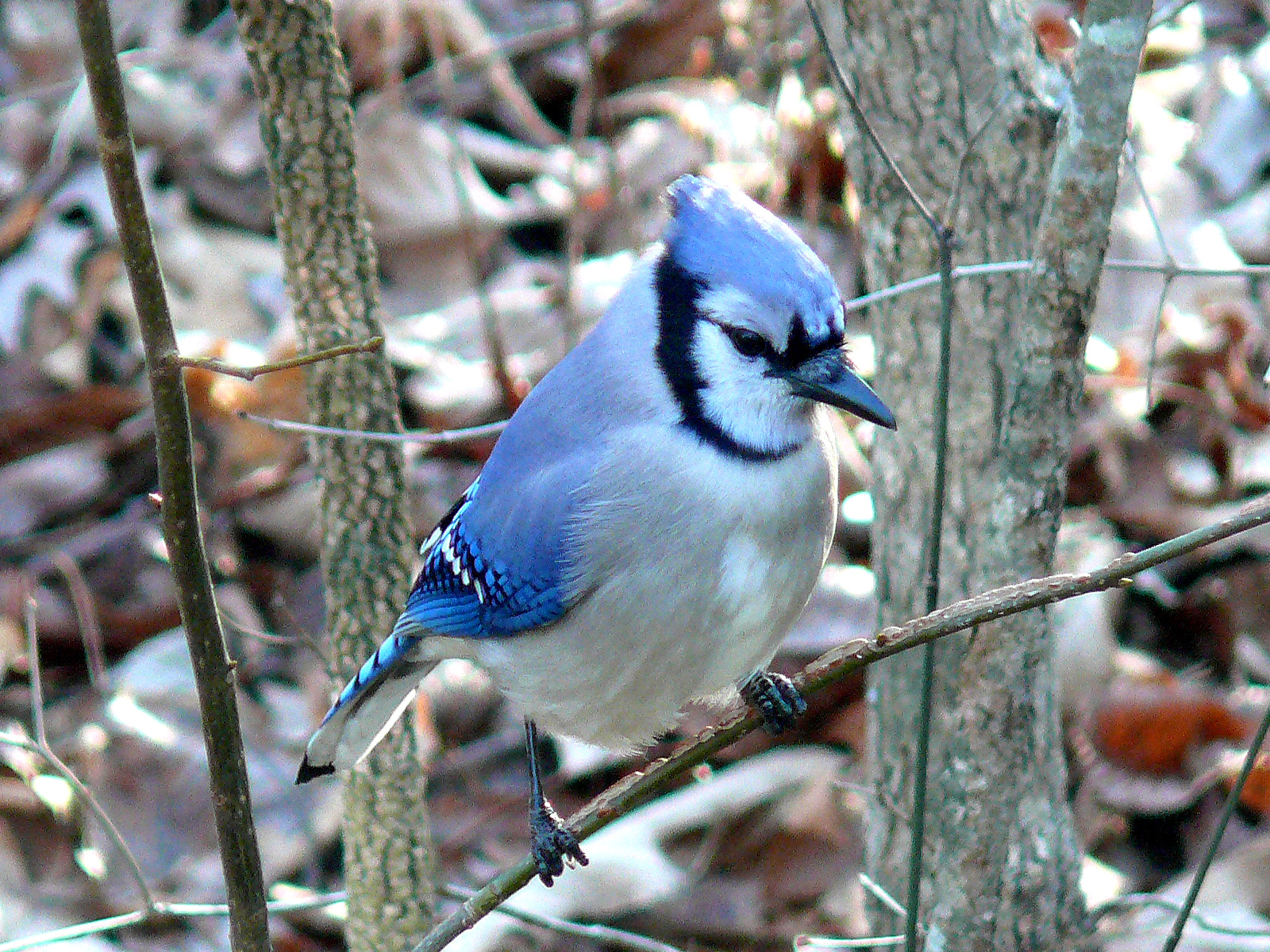
Esemplare della sottospecie nominale nella contea di Johnston.
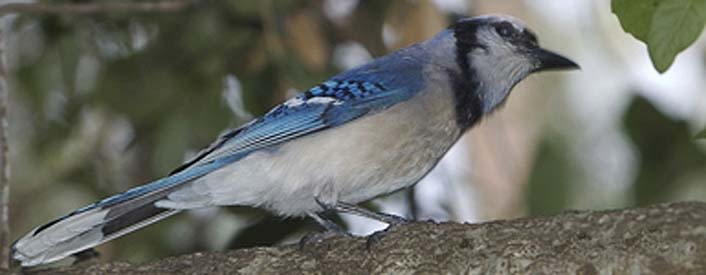
Esemplare della sottospecie semplei nella contea di Collier.
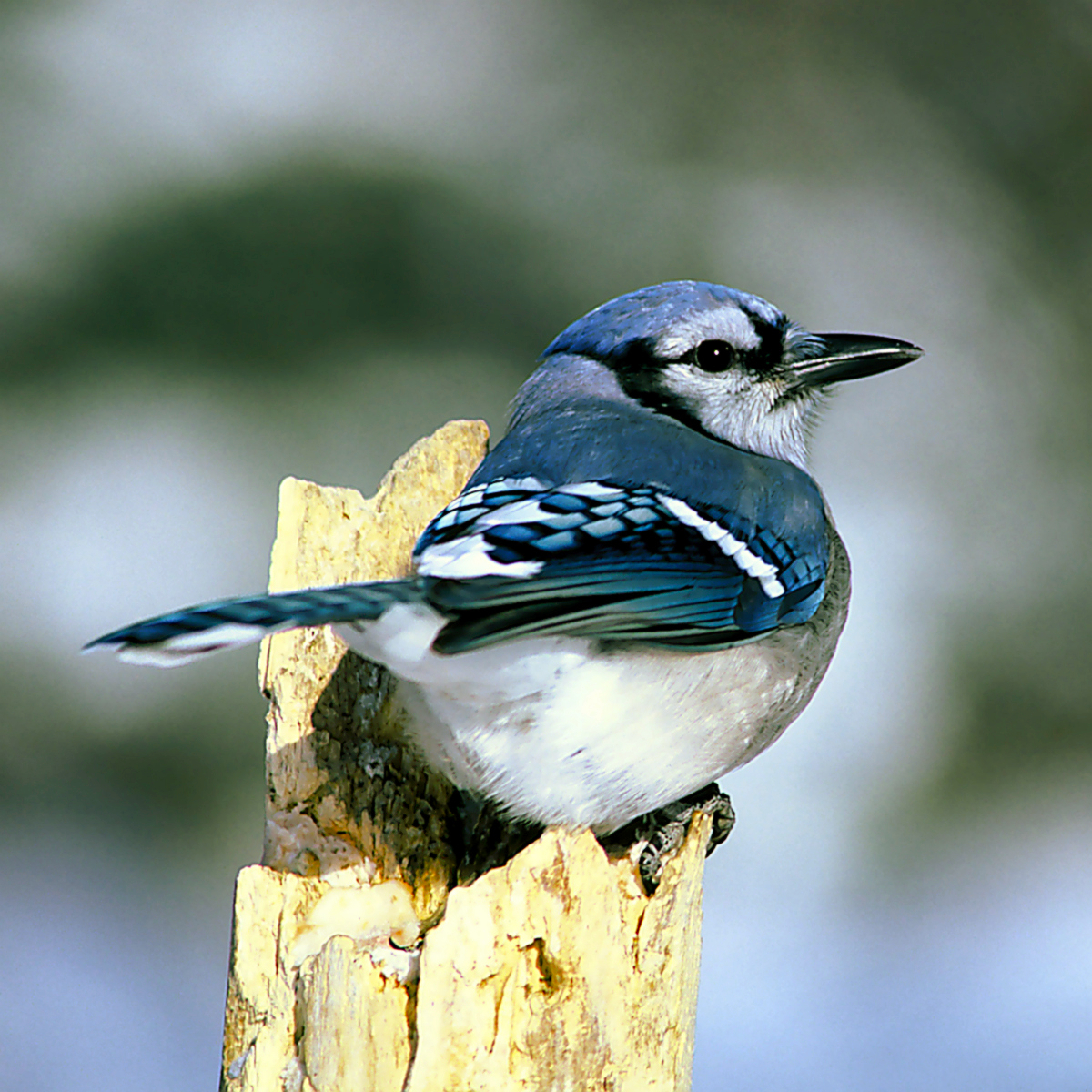
Esemplare della sottospecie cyanotephra nell'Iowa.

Le quattro sottospecie si differenziano soprattutto in base a criteri morfologici che riguardano la vividezza della colorazione e la diminuzione della taglia e seguono un andamento clinale in direttrice N-S, tanto che alcuni autori dubiterebbero dell'effettiva validità del taxon semplei e propenderebbero per un suo accorpamento alla sottospecie nominale.

## Riferimenti nella cultura
- L'uccello è la mascotte ufficiale dei Toronto Blue Jays, squadra di baseball militante nel massimo campionato statunitense di baseball, la Major League Baseball, oltre che dell'Università Johns Hopkins, della Creighton University e dell'isola del Principe Edoardo.
- Mordecai, uno dei personaggi principali del cartone animato Regular Show, è una ghiandaia azzurra.
- Nella sigla del meteo del canale Rai News in uso da gennaio a febbraio 2012 era visibile un'immagine dell'uccello in mezzo a una nevicata.
- Nel film K-PAX - Da un altro mondo del 2001, Prot afferma che uno dei tre compiti per guarire è riuscire a vedere il cosiddetto "uccello azzurro della felicità", che in seguito si rivelerà essere un esemplare di ghiandaia azzurra.
- Nell'episodio 9 della quinta serie di The Big Bang Theory compare una ghiandaia azzurra e si nota l'evoluzione comportamentale di Sheldon verso tale uccello.
- Nel folklore afroamericano la ghiandaia azzurra è rappresentata come un fedele servo del demonio: questi uccelli infatti sarebbero difficili da vedere di venerdì (quando, secondo questa visione, sarebbero impegnati a portare dei rametti al loro padrone all'inferno), mentre di sabato, gratificati da quanto fatto il giorno precedente, sarebbero particolarmente vocali e facili da udire[7].